# 19e cérémonie des Tony Awards
La 19e cérémonie des Tony Awards a eu lieu le 13 juin 1965 à l'hôtel Astor, à New York et fut retransmise sur WWOR-TV. C'était la première cérémonie des Tony Awards l'après-midi.

## Cérémonie
La cérémonie présentée par Tom Bosley, Jose Ferrer et Van Johnson se déroula en présence de plusieurs personnalités venues décerner les prix dont George Abbott, Alan Alda, Robert Alda, Alan Arkin, Jean-Pierre Aumont, Sidney Blackmer, Herschel Bernardi, Victor Borge, Gower Champion, Carol Channing, Barbara Cook, Farley Granger, George Grizzard, Sally Ann Howes, Anne Jeffreys, Bert Lahr, Piper Laurie, Bethel Leslie, Ethel Merman, Barry Nelson, Molly Picon, Maureen Stapleton, Jule Styne, Eli Wallach. La musique était de Meyer Davis et de son orchestre.

## Palmarès
| Meilleure pièce | Meilleure comédie musicale |
| --- | --- |
| - The Subject Was Roses – Frank Gilroy - Luv – Murray Schisgal - The Odd Couple – Neil Simon - Tiny Alice – Edward Albee | - Fiddler on the Roof - Golden Boy - Half a Sixpence - Oh, What a Lovely War! |
| Meilleure producteur (drame) | Meilleure producteur (comédie musicale) |
| - Claire Nichtern – Luv - Hume Cronyn, Allen Hogdon Inc., Stevens Productions Inc. et Bonfils-Seawell Enterprises – Slow Dance on the Killing Ground - Theatre 1965, Richard Barr et Clinton Wilder – Tiny Alice - Robert Whitehead – Tartuffe                                                                                 | - Harold Prince – Fiddler on the Roof - Allen-Hodgdon, Stevens Productions Inc. et Harold Fielding – Half a Sixpence - Hillard Elkins – Golden Boy - David Merrick – The Roar of the Greasepaint – The Smell of the Crowd                                                                                    |
| Meilleur acteur dans une pièce | Meilleure actrice dans une pièce |
| - Walter Matthau – The Odd Couple dans le rôle d'Oscar Madison - John Gielgud – Tiny Alice dans le rôle de Julian - Donald Pleasence – Poor Bitos dans le rôle de Bitos (Robespieere) - Jason Robards – Hughie dans le rôle de "Erie" Smith                                                                                    | - Irene Worth – Tiny Alice dans le rôle de Miss Alice - Marjorie Rhodes – All in Good Time dans le rôle de Lucy Fitton - Beah Richards – The Amen Corner dans le rôle de Sister Margaret Alexander - Diana Sands – The Owl and the Pussycat dans le rôle de Doris                                            |
| Meilleur acteur dans une comédie musicale | Meilleure actrice dans une comédie musicale |
| - Zero Mostel – Fiddler on the Roof dans le rôle de Tevye - Sammy Davis, Jr. – Golden Boy dans le rôle de Joe Wellington - Cyril Ritchard – The Roar of the Greasepaint – The Smell of the Crowd dans le rôle de Sir - Tommy Steele – Half a Sixpence dans le rôle de Arthur Kipps                                             | - Liza Minnelli – Flora the Red Menace dans le rôle de s Flora Mezaros - Elizabeth Allen – Do I Hear a Waltz? dans le rôle de Leona Samish - Nancy Dussault – Bajour dans le rôle de Emily Kirsten - Inga Swenson – Baker Street dans le rôle d'Irene Adler                                                  |
| Meilleur acteur de second rôle dans une pièce | Meilleure actrice de second rôle dans une pièce |
| - Jack Albertson – The Subject Was Roses dans le rôle de John Cleary - Murray Hamilton – Absence of a Cello dans le rôle de Otis Clifton - Martin Sheen – The Subject Was Roses dans le rôle de Timmy Cleary - Clarence Williams III – Slow Dance On the Killing Ground dans le rôle de Randall                                | - Alice Ghostley – The Sign in Sidney Brustein's Window dans le rôle de Mavis Parodus Bryson - Rae Allen – Traveller Without Luggage dans le rôle de Juliette - Alexandra Berlin – All in Good Time dans le rôle de Violet Fitton - Carolan Daniels – Slow Dance On the Killing Ground dans le rôle de Rosie |
| Meilleur acteur de second rôle dans une comédie musicale | Meilleure actrice de second rôle dans une comédie musicale |
| - Victor Spinetti – Oh, What a Lovely War! dans le rôle de plusieurs personnages - Jack Cassidy – Fade Out – Fade In dans le rôle de Bryon Prong - James Grout – Half a Sixpence dans le rôle de Chitterlow - Jerry Orbach – Guys and Dolls dans le rôle de Sky Masterson                                                      | - Maria Karnilova – Fiddler on the Roof dans le rôle de Golde - Luba Lisa – I Had a Ball dans le rôle d'Addie - Carrie Nye – Half a Sixpence dans le rôle de Helen Walsingham - Barbara Windsor – Oh, What a Lovely War! dans le rôle de plusieurs personnages                                               |
| Meilleure mise en scène pour une pièce | Meilleure mise en scène pour une comédie musicale |
| - Mike Nichols – Luv et The Odd Couple - William Ball – Tartuffe - Ulu Grosbard – The Subject Was Roses - Alan Schneider – Tiny Alice | - Jerome Robbins – Fiddler on the Roof - Joan Littlewood – Oh, What a Lovely War! - Anthony Newley – The Roar of the Greasepaint – The Smell of the Crowd - Gene Saks – Half a Sixpence |
| Meilleur auteur (Drame) | Meilleur auteur (Comédie musicale) |
| - Neil Simon – The Odd Couple - Edward Albee – Tiny Alice - Frank Gilroy – The Subject Was Roses - Murray Schisgal – Luv | - Joseph Stein – Fiddler on the Roof - Jerome Coopersmith – Baker Street - Beverley Cross – Half a Sixpence - Sidney Michaels – Ben Franklin in Paris |
| Meilleure partition originale (Musique et/ou paroles) pour le Théâtre | Meilleure chorégraphie |
| - Fiddler on the Roof – Jerry Bock (musique) et Sheldon Harnick (paroles) - The Roar of the Greasepaint – The Smell of the Crowd – Anthony Newley (musique) et Leslie Bricusse (paroles) - Half a Sixpence – David Heneker (musique et paroles) - Do I Hear a Waltz? – Richard Rodgers (musique) et Stephen Sondheim (paroles) | - Jerome Robbins – Fiddler on the Roof - Peter Gennaro – Bajour - Donald McKayle – Golden Boy - Onna White – Half a Sixpence |
| Meilleurs décors | Meilleurs costumes |
| - Oliver Smith – Baker Street, Luv et The Odd Couple - Boris Aronson – Fiddler on the Roof et Incident At Vichy - Sean Kenny – The Roar of the Greasepaint – The Smell of the Crowd - Beni Montresor – Do I Hear a Waltz? | - Patricia Zipprodt – Fiddler on the Roof - Jane Greenwood – Tartuffe - Motley – Baker Street - Freddy Wittop – The Roar of the Greasepaint – The Smell of the Crowd |

Une récompense spéciale a été donnée à Gilbert Miller, pour avoir produit 88 pièces de théâtre et comédies musicales et pour sa persévérance qui a contribué à maintenir New York et le théâtre en vie, ainsi qu'à Oliver Smith.